# تاتسوا
تاتسوا هي بلدية في منطقة باك يين الجبلية في محافظة ها زانغ الفيتنامية .
تبلغ مساحة بلدية تاتسوا 44,97 كم مربع وكان يبلغ عدد سكان تاتسوا في عام 1999 حوالي 2104 نسمة ،  وبلغت الكثافة السكانية 47 نسمة لكل كم مربع.

## جغرافية المنطقة
تاتسوا هي بلدية في منطقة باك يين ، وتقع في الشمال الشرقي من منطقة باك يين
تقع تاتسوا على بعد 14,5 كم من وسط منطقة باك يين وتعتبر جسرًا بين بلدة باك يين وبلدات المرتفعات. تقع تاتسوا على بعد حوالي 115 كم من وسط مدينة ها زانغ.